# Lớp Cỏ tháp bút
Lớp Mộc tặc hay lớp Cỏ tháp bút (danh pháp khoa học: Equisetopsida, đồng nghĩa Sphenopsida), là một lớp thực vật với các mẫu hóa thạch có niên đại từ kỷ Devon. Các loài còn sinh tồn nói chung được gọi là mộc tặc hay cỏ tháp bút hay bút đầu thái và thông thường sinh sống trong các khu vực ẩm ướt, với các lá hình kim tỏa ra từ các khoảng tương đối đều nhau trên một thân cây mọc thẳng đứng. Lớp Equisetopsida được một số tác giả đặt trong ngành dương xỉ (Pteridophyta), mặc dầu đôi khi nó cũng được coi là một ngành riêng với danh pháp Equisetophyta (hay Sphenophyta hoặc Arthrophyta).

## Hình thái học
Các loài mộc tặc bao gồm một thân cây rỗng (đôi khi có ruột cây), có khả năng quang hợp, "phân đốt". Ở các đốt giữa các đoạn là một vòng lá. Ở chi duy nhất còn loài sinh tồn (Equisetum), chúng là các lá nhỏ (vi lá) với dấu vết mạch duy nhất. Tuy nhiên, các lá của mộc tặc có lẽ đã sinh ra từ sự suy giảm của các vĩ lá, như được minh chứng từ các dạng hóa thạch sớm hơn, chẳng hạn ở Sphenophyllum, trong đó các lá có bản rộng và các gân lá phân nhánh. Cấu trúc của các lá này là khá thú vị: các mạch rẽ ba tại các chỗ nối, với một nhánh tiến tới vi lá và hai còn lại chuyển sang mé trái và phải để hợp lại với các nhánh tương ứng của các vi lá cận kề hai bên. Hệ thống mạch tự nó tương tự một cách lạ kỳ như của hệ thống mạch trong trung trụ thật sự của thực vật có mạch khác, và chúng đã tiến hóa hội tụ. Chất gỗ sơ cấp chứa các ống mạch nhỏ (carinal); trong họ Calamitaceae, chất gỗ thứ cấp (nhưng không là libe thứ cấp) có thể được tiết ra như là tầng phát sinh gỗ mọc ra phía ngoài, sinh ra thân cây dạng chất gỗ, và cho phép chúng có thể mọc cao tới 10m. Lớp vỏ chứa các ống mạch lớn (vallecular); do bản chất mềm hơn của libe, chúng ít khi nhìn thấy trong các trường hợp hóa thạch.
Các loài mộc tặc không có hệ thống rễ dính liền nhưng có các thân rễ ngầm mà từ đó các rễ chùm cũng như các trục thò lên trên không xuất hiện.
Mộc tặc chứa mô phân sinh kiểu xen giữa, nghĩa là mỗi đoạn của thân cây sẽ đều phát triển để cây cao hơn. Điều này không giống như ở thực vật có hạt với mô phân sinh ở đỉnh – nghĩa là sự phát triển của thân cây chỉ đến từ phía đầu ngọn (và làm rộng thân cây). Sự phát triển được xác định – nghĩa là kiểu hình của chúng quyết định chiều cao tối đa và cây có thể phát triển cho tới khi không thể cao hơn nữa.
Các dạng mộc tặc chứa các nón (về mặt kỹ thuật là các bông cầu) ở đỉnh của thân cây. Các nón này bao gồm các thể bào tử sắp xếp dạng vòng xoắn, mang các bào tử trong 4 cụm và ở các loài mộc tặc còn sinh tồn phần che phủ các bào tử bề ngoài giống bốn cái túi nhỏ thõng xuống từ dù, với cán của nó gắn vào trung tâm thể nón. Ở các nhóm tuyệt chủng, sự bảo vệ tiếp theo được tạo ra cho các bào tử bằng sự hiện diện của các vòng lá bắc – các vi lá lớn và nhọn thò ra từ nón.
Các bào tử mang các (thường là 4) sợi bật (đàn hồi) đặc trưng, là các phần phụ gắn kèm kiểu lò xo đặc biệt và ưa ẩm: nghĩa là chúng thay đổi cấu hình khi có mặt của nước, giúp cho các bào tử di chuyển và hỗ trợ sự phát tán của chúng. Sự phát tán được hỗ trợ ban đầu bằng sự nứt ra ở bên của các túi mang bào tử, chúng đột ngột mở ra và phát tán bào tử.

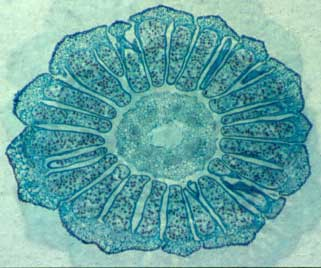
Tiết diện xuyên qua bông cầu; các thể bào tử, với các tập hợp bào tử đính kèm, có thể thấy rõ.

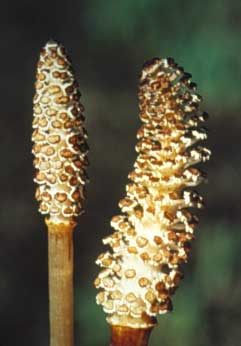
Bông cầu của E. arvense, phần chót trên thân cây.

Các loài mộc tặc còn sinh tồn chủ yếu là kiểu đồng bào tử, nhưng đối với các dạng trong quá khứ thì có cả kiểu dị bào tử.

## Hóa thạch
Các dạng mộc tặc còn sinh tồn chỉ là phần nhỏ trong sự đa dạng của lớp Mộc tặc trong quá khứ. Đã từng có ba bộ trong lớp Equisetopsida. Thứ nhất là bộ Pseudoborniales lần đầu tiên xuất hiện vào cuối kỷ Devon. Thứ hai là bộ Sphenophyllales với các đại diện là phần thống lĩnh trong tầng thấp thuộc kỷ Than Đá. Sự thịnh vượng của chúng tương ứng là tới giữa và đầu kỷ Permi. Bộ Equisetales tồn tại song song cùng bộ Sphenophyllales, nhưng đã đa dạng hóa khi nhóm kia biến mất do tuyệt chủng, nhưng với sự đa dạng dần dần bị co hẹp lại để ngày nay chỉ còn lại chi Equisetum.
Thực vật dạng mộc tặc lần đầu tiên xuất hiện trong các mẫu hóa thạch vào cuối kỷ Devon, thời gian mà thực vật đất liền đang trải qua sự đa dạng hóa nhanh, với rễ, hạt và lá mới chỉ bắt đầu tiến hóa. (Xem Lịch sử tiến hóa của thực vật) Tuy nhiên, các loài thực vật đã xuất hiện trên đất liền trong gần như cả trăm triệu năm trước, với chứng cứ đầu tiên đã biết về thực vật đất liền có niên đại tới 470-475 triệu năm trước (Ma) trong kỷ Ordovic.

## Hệ thống hóa
Các dạng mộc tặc và các họ hàng gần đã hóa thạch của chúng đã từ lâu được coi như là hoàn toàn khác biệt với các dạng thực vật có mạch và không hạt khác. Trên thực tế, nhóm này là quá khác với các dạng thực vật còn sinh tồn hay đã hóa thạch khác đến mức mối quan hệ giữa chúng được coi là có nhiều vấn đề trong suốt một thời gian dài.
Do các mối quan hệ không rõ ràng của nhóm này, nên cấp bậc mà các nhà thực vật học gán cho nó cũng thay đổi từ cấp bộ tới cấp ngành. Khi được coi là một ngành tách biệt, các tài liệu sử dụng nhiều tên gọi như Arthrophyta, Sphenophyta hay Equisetophyta. Các tác giả khác lại coi nhóm này như một lớp, hoặc là trong phạm vi ngành chứa thực vật có mạch hoặc gần đây hơn là trong phạm vi ngành chứa nhóm dương xỉ mở rộng. Khi được đặt ở cấp bậc lớp, nhóm này được đặt tên là Equisetopsida hay Sphenopsida.